# Эквадор на Играх доброй воли
Эквадор принимал участие в летних Играх доброй воли, начиная с Игр 1986 года.
На всех Играх спортивные делегации Эквадора завоевали всего 1 медаль, не золотую.

## Медальный зачёт

### Медали на летних Играх
| Игры          | Золото         | Серебро        | Бронза         | Всего          | Место          |
| Москва 1986   | 0              | 0              | 0              | 0              | —              |
| 1990, 1994    | не участвовали | не участвовали | не участвовали | не участвовали | не участвовали |
| Нью-Йорк 1998 | 0              | 0              | 1              | 1              | 34             |
| 2001          | не участвовали | не участвовали | не участвовали | не участвовали | не участвовали |
| Всего         | 0              | 0              | 1              | 1              |                |